# Pál Ábel
Pál Ábel (* 13. Februar 1901 in Budapest; † 1958 in Italien) war ein ungarischer Komponist und Dirigent und Gründer des Abel-Quartetts.

## Leben und Karriere
Pál Ábel war eines von drei Kindern des Ehepaares Gyula und Anne Abel. Der Vater arbeitete als Experte für Getreide am Budapester Kornmarkt. Die Mutter, Tochter einer Französin und eines russischen Offiziers, war in Wien aufgewachsen. In der Familie wurde deutsch, französisch und ungarisch gesprochen. Bis 1915 lebten die Ábels in Buda zwischen dem Szent-Lukács-Heilbad und dem Budaer Krankenhaus des Barmherzigen Ordens, danach zogen sie in die Aulich utca Nummer 5 im Stadtteil Pest.
Mit fünf Jahren bekam Pál, der ein musikalisches Naturtalent war, eine Geige. Von 1920 bis 1922 studierte er an der Franz Liszt Musikakademie in Budapest, danach arbeitete er als Komponist und Dirigent. Mitte der zwanziger Jahre heiratete er die Opernsängerin Kató Halász, mit der zusammen er eine von ihm komponierte "Simultanoper" in Ungarn und Deutschland aufführte.
1928 gründete er in Berlin mit vier ungarischen Opernsängern das Abel-Quartett. Mit ihrer Aufnahme "Ich steh' mit Ruth gut" waren die Abels die erste Gruppe, die den Stil der amerikanischen Revelers auf den deutschsprachigen Markt übertrugen. Ende 1929 kam es zu einem Zerwürfnis innerhalb der Gruppe, weil Ábel der Meinung war, als Arrangeur und Pianist stünde ihm ein größerer Anteil der Gagen zu. Die Sänger wurden sich nicht einig, und Ábel gab sein erfolgreiches Quartett auf. Er gründete ein neues Ensemble, mit dem er Anfang 1930 erfolgreiche Gastspiele in Wien absolvierte, zunächst im Kabarett Simplicissimus, dann im Theater an der Wien in Bruno Granichstaedtens Jazz-Operette "Reklame", in der die Gruppe mehrere Monate lang mitwirkte. Mit den Sängern seines ehemaligen Quartetts führte er einen Rechtsstreit, da sie zunächst weiterhin den Namen "Abel-Quartett" benutzten. Sein neues Ensemble trat in Wien anfänglich ebenfalls als "Die Abels" auf, später, bis ungefähr Februar 1931, unter dem Namen "Professor Abel und seine Jazz-Sänger". In der Folge erschien diese Gruppe bis Mitte 1932 unter der Leitung von Rudolf Goehr als "Die Abels" auf dem Label Kristall (Ab Mitte 1932 hört man auf Kristall hingegen wieder die Original-Abels unter Rudolf Goehr), während Abel begann, bei der Firma Durium als Dirigent und Arrangeur zu arbeiten. Außerdem stellte er ein Gesangstrio mit drei Sängerinnen zusammen, das einige Platten für Parlophon aufnahm.
Mitte der 1930er Jahre ließen er und seine Frau sich scheiden, und Ábel heiratete in Italien ein zweites Mal. Er komponierte mittlerweile Schlager und Filmmusik, zum Beispiel für die beiden Filme "Vertigine d’amore" und "I peggiori anni della nostra vita", beide aus dem Jahr 1949. Seinen Titel "Dopo di te" nahmen unter anderem die "Königin des italienischen Schlagers", Nilla Pizzi, und Otto Natalino auf. 
Anfang der 1950er Jahre erkrankte Pál Ábel an Tuberkulose. Nach mehreren Aufenthalten in Sanatorien starb er 1958.

## Familie
Der Schauspieler Frédéric O’Brady (eigentlich: Frigyes Ábel) war sein jüngerer Bruder. Es ist nicht bekannt, ob aus Pál Ábels Ehen Kinder hervorgingen, aber laut seinem Bruder hatte er zwei außereheliche Kinder.

## Diskografie
Quelle 
Veröffentlichte Aufnahmen als Dirigent mit dem Durium Orchester, 1932 (Auswahl):
- The Count Of Luxemburg, EN-33
- The Blue Danube, waltz, parts 1 & 2, BD-1
- Den Vackra Dockans / Spansk Serenad, SC-101
- Chiesi Al Mio Cuore / Oggi Son Tanto Felice, Durium T-17
- La Mamma non bisogna che s‘avedda / Tu m‘hai portato l’amore, T-18
- Verso le tre / Paga Giovannino, T 19
- Non vi specchiate signora / Tutto quel che fa papà, T-20
- Cielo d’Hawai / Rido, T-21
- Tango del vento / Manon, T-22
- Aranci / Modistina, T-23
- Marcia Reale Italiana / Giovinezza, T-24
- Fiocco Bianco, T-26
- Canta, Mio Amore / Tango Del Vento, T-27
- Torna A Suniento / Napule Ca Se Ne Va, T-28
- Nustalgia D’Ammore / Silenzio Gantatore, T-29
- Dicitencello Vuje / Tiempe Belle, T-30
- O Sole Mio / Maria, Mari, T-31
- Tutta Pe‘ Mme / Funiculi‘ – Funicula‘, T-33
- O’paese S’o Sole / Vaia Napulitana, T-35
- Andavamo Lontano / Campane, T-37
- J’ai Deux Amours / Il Paese Del Sorriso, T-38
- Pallida Signora / Alcala, T-40
- Non Ti Credo Piu / Dory, Sei Tu, T-41
- Piccolo Caporale / Perchè, Mona Lisa Sorridi? T-42
- Linda Milonquita / Tosa, T-43
- Pardon, Madame / Mausi, T-44
- M‘hai detto si / É facilissimo, T-47
- Tango Delle Bambole / Serenatella Spagnola, T-48
- Da Quell’Istante / Per Voi, Signora, T-51
- Come Mimì / Passione Vagabonda, T-59
- How Do You Do, Mister Brown? / Un Po‘ D’Amore Per Me, T-77
- Berrettino, T-78
- Ah! Lulù / Uno due tre, T- 84

Schlagerkompositionen (Auswahl):
- Non parlar d'amore
- Baby
- Lasciamoci con eleganza

- Verso le tre
- Oela! Signorina
- O rondinelle
- Mammina Azzurra
- Tante donne… ma tu…
- Un bebe come te
- Sul Danubio con te!
- Non ho paura
- Il destino dei Fiori
- Mon Amour
- Che male c’è
- Szerelem (Vuol dire amore)
- Ho Comprato Un Piano Elettrico
- Dopo Di Te
- Quando Te Ne Andrai
- Buona Sera Signora Luna

## Audiobeispiele (Auswahl)
Die Abels:
- Susann, Du hast ja fast nichts mehr an (1928)
- Er ist nur Barspieler (1929)
- Engem Szeress (1928)
- Was hältst du von Veronika (1928)

Durium-Aufnahmen:
- Verso le tre, Slowfox von Paul Abel, und Paga Giovannino, Onestep von Mario Mariotti, 1932
- É facilissimo, Slow-Fox von Piero "Pete" Rizza. 1932
- Fiocco Bianco, Tango von Piccinelli. 1932
- Tu m‘hai portato l’amore

Schlager:
- Dopo di te, Nilla Pizzi
- Sul Danubio con te, Dino Di Luca. Orchestra Cetra,1937.
- Szerelem ( Vuol dire amore) - Crivel
- Buona Sera Signora Luna, Claudio Villa
- Quando Te Ne Andrai, Achille Togliani